# Elgiz Museum of Contemporary Art
Elgiz Museum of Contemporary Art (in turco Elgiz Çağdaş Sanat Müzesi) è un museo di arte contemporanea creata dal Dr. Can Elgiz e dalla moglie Sevda Elgiz, situato a Istanbul.
Il museo ha aperto nel 2001, prima istituzione no-profit dedicata all'arte contemporanea in Turchia. Nato sotto il nome di Proje4L-Istanbul Museum of Contemporary Art con lo scopo di promuovere lo sviluppo dell´arte contemporanea in Turchia, l'ente diede subito spazio, supporto e visibilità internazionale ai progetti dei giovani artisti turchi. Con il fiorire delle istituzioni e dei musei nella scena artistica turca, nel 2005 i collezionisti Elgiz convertirono lo spazio in una collezione privata museo sotto il nome di "Elgiz Museum of Contemporary Art" per ospitare la collezione Elgiz.

## Collezione
La collezione Elgiz comprende opere sia di importanti artisti turchi sia di artisti internazionali quali Ömer Uluç, Fahrelnissa Zeid, Abdurrahman Öztoprak, Tracey Emin, Jan Fabre, Barbara Kruger, Cindy Sherman, Andy Warhol, Peter Halley, Paul McCarthy e Robert Rauschenberg. L'ecletticità della collezione permette ai visitatori di avere una visione a tutto tondo circa le più significative correnti degli ultimi vent'anni. Inoltre, allo stesso tempo, si garantisce la promozione dell'arte turca. Infine, la costante integrazione di nuove opere di artıstı turchi emergenti permette alla collezione Elgiz di mantenersi dinamica e attiva.

## Informazioni
Lo spazio per le esposizioni della collezione Elgiz si sviluppa in una superficie di 2000 m². A parte la sala principale, riservata all'esposizione di alcune opere della Collezione Elgiz, ci sono altre due Project Rooms, un archivio visibile dalla stanza principale e una sala conferenze. I Project Rooms sono lasciati a disposizione dei giovani artisti turchi per dar loro la possibilità di esibire i loro lavori. Nella stanza riservata all'archivio i collezionisti e gli appassionati d'arte possono sfogliare il materiale a disposizione per il loro interesse. La sala congressi ospita letture focalizzate sulla passione per il collezionismo.